# Heterolocha elaiodes
Heterolocha elaiodes är en fjärilsart som beskrevs av Eugen Wehrli 1937. Heterolocha elaiodes ingår i släktet Heterolocha och familjen mätare. Inga underarter finns listade i Catalogue of Life.